# Longevitat
La longevitat i la durada de la vida són conceptes relacionats amb la biologia i amb l'evolució de les cèl·lules i òrgans que componen els cossos dels éssers vius i els seus canvis amb el transcórrer de la seva vida. En el cas de l'ésser humà la longevitat posseeix importants connexions amb aspectes demogràfics de la societat i aspectes sociològics de l'individu. En general té a veure amb la durada de vida d'un ésser humà o d'un organisme biològic i s'utilitza amb més freqüència en referència a la vellesa o l'edat d'un ésser viu, per exemple la longevitat d'un arbre.
Les reflexions sobre la longevitat van habitualment lligades al reconeixement de la brevetat humana i inclouen discussions sobre mètodes per estendre-la més enllà del límit tingut com a normal. El tema ha estat no només una preocupació de la ciència, sinó també de la literatura de viatges, ciència-ficció i novel·les utòpiques.
És bastant difícil trobar la persona que ha viscut més, fins i tot amb les modernes tècniques estandarditzades de verificació, a causa de dates de naixement inexactes o incompletes. Múltiples llegendes en les diferents cultures i contextos religiosos han pretès extraordinàries longevitats, com la de Matusalén a la Bíblia que va viure suposadament 969 anys.

## Història
Una declaració de Diògenes Laerci (al voltant de l'any 250) és la referència més antiga sobre una plausible longevitat centenària acceptada per la ciència. Diògenes va declarar que l'astrònom Hiparc de Nicea (185 aC - 120 aC) assegurava que el filòsof Demòcrit d'Abdera havia viscut 109 anys (va néixer aproximadament entre el 470 aC i el 460 aC i va morir entre el 370 aC i el 360 aC). Altres referències d'altres pensandors de l'antiguitat grega corroboren la dada que Demòcrit havia viscut més de cent anys. La possibilitat que això sigui cert també és recolzada per la dada que la majoria dels filòsofs de l'antiga Grècia van viure més de 90 anys. Alguns exemples:
- Xenòfanes de Colofó, a. 570/565 — a. 475/470 a.C.
- Pirró d'Elis, c. 360 — a. 270 a.C.
- Eratòstenes de Cirene, a. 285 — a. 190 a.C.

Però el cas de Demòcrit és diferent del de, per exemple, Epimènides de Creta (va viure entre els segles VII i VI aC) del com és referenciat fins i tot per pensadors del segle passat, que es diu que va viure 154, 157 i fins i tot 290 anys, un cas que no ha estat verificat per la ciència.

## Esperança de vida
L'esperança de vida és la mitjana de la quantitat d'anys que viu una certa població en un cert període. Se sol dividir en masculina i femenina, i es veu influenciada per factors com la qualitat de la medicina, la higiene, les guerres, etc, si bé actualment se sol referir únicament a les persones que tenen una mort no violenta. L'esperança de vida com a indicador social és utilitzada pels sociòlegs per mesurar el grau de desenvolupament d'un país, però les dades poden ser alterades per guerres, epidèmies, violència i altres fenòmens diferents als indicadors econòmics. En molts casos persones de països subdesenvolupats o en vies de desenvolupament o cultures aïllades poden tenir una gran longevitat que contradiu el supòsit que a major desenvolupament, major esperança de vida.

## Les persones més de la hiostòria

Jeanne Calment

Persones que sobrepassin els cent anys no només acostumen a ser d'interès científic, sinó també del públic en general, interessat en allargar de manera saludable els seus anys de vida.
El Grup Gerontológico de Recerca, fundat entre 1990 i 1992 a Los Angeles, busca persones que hagin superat els 110 anys d'edat i és l'encarregat de documentar les persones 
- Eilif Philipsen (1682–1785, 102 anys i 333 dies): és la primera persona en arribar als 100, 101 i 102 anys (21 de juliol) a qui l'edat va poder ser validada.
- Geert Adriaans Boomgaard (1788–1899, 110 anys i 135 dies): és la primera persona en arribar als 110 anys (21 de setembre de 1898) a qui l'edat va poder ser validada.

- Jeanne Calment (1875-1997): és la dona contemporània més longeva que ha estat científicament documentada que va viure exactament 122 anys i 164 dies i l'edat que marca l'edat màxima que un ésser humà pot viure en l'actualitat.
- Jirōemon Kimura (1897-2013): és home més longeu verificat de la història va viure 116 anys i 54 dies.

## Estadístiques
Els llocs amb la població més longeva són les anomenades zones blaves, com Acciaroli (aCilento, Campània, Itàlia), on de 800 habitants 81 superen els cent anys, pel que sembla pels seus baixos índexs d'adrenomedulina. L'illa japonesa de Okinawa, a la Península de Nicoya (Costa Rica), l'illa de Sardenya (Itàlia), l'illa grega d'Icària i Loma Linda (Califòrnia) són les zones amb més persones longeves.
Està demostrada estadísticament la correlació entre llarga vida i el trinomi exercici, dieta i apropiat descans, i a més:
- Els centenaris tendeixen a ser prims i ingerir, de mitjana, menys calories que la resta de la població.
- L'esperança de vida de l'ésser humà s'ha incrementat tres mesos a l'any des de 1840 gràcies als canvis introduïts per reduir les amenaces de l'entorn (dieta equilibrada, avanços mèdics, seguretat social, jornada de vuit hores…) en quatre generacions, l'esperança de vida ha avançat més que en 6,6 milions d'anys d'evolució.[3]

## Aspectes culturals
La preocupació per allargar la vida humana es pot trobar en llegendes i històries de les cultures mundials amb relats espectaculars. Històries de llargues longevitats es presenten des de l'antiguitat i moltes de la mà de les religions que descriuen les divinitats com a éssers immortals.
A les religions judeocristianes, Adam i Eva van ser creats amb l'ordre de no menjar i, en menjar-la Jehovà va dir: "No contindrà el meu esperit amb un home per sempre, perquè certament ell és carn, però viurà cent vint anys.
Per a les religions budistes i l'hinduistes, així com en les antigues religions egípcies, l'ànima de l'ésser humà i de tots els éssers vivents té més d'una vida, en el que es coneix com la reencarnació.
Nombrosos sistemes filosòfics a través de la història, per exemple el gnosticisme, han buscat també la immortalitat i el mite de la Font de l'eterna joventut. Moltes d'elles plantegen que aquesta s'aconsegueix per mitjà de la cerca de la saviesa i el domini del cos mortal, però unes altres suggereixen l'existència de substàncies, fonts o llocs que detenen la deterioració biològica del cos humà.
Certes idees, no demostrades científicament, plantegen que certes races o pobles tenen una major longevitat que unes altres.
Culturalment, molts pobles naturals d'Àfrica, Àsia i Amèrica Llatina, tendeixen a venerar a la persona més anciana com a dipositari d'experiència i saviesa.

## Futur
Nombrosos centres de recerca del tema intenten buscar alternatives per augmentar la longevitat a través d'elements com a la hormona del creixement, antioxidants (la presència d'oxidants en la sang ha demostrat ser un dels principals factors d'envelliment en experiments amb animals), evitar la destrucció dels telòmers, criònica, agents que imiten la restricció calòrica, minimització del consum d'insulina, fins a canvis en la dieta com beure un got de vi o cervesa diari. De totes maneres, alguns estudis indiquen que posseir el gen FOXO3A converteix a un llinatge en centenari; aquest gen també es troba implicat en la longevitat dels animals. El resveratrol, les sirtuinas i la rapamicina s'han demostrat com els agents químics de longevitat més prometedors.
D'altra banda, el 2013 es va descobrir un mecanisme més de l'envelliment que pot ser revertit, el produït per la progressiva deterioració dels mecanismes químics de comunicació entre el nucli de les cèl·lules i els mitocondris. Tots dos interactuen per assegurar un funcionament cel·lular saludable i correcte per mitjà d'una sèrie d'esdeveniments moleculars que permeten aquesta comunicació interior i, quan aquesta comunicació es trenca l'envelliment s'accelera. Mitjançant l'administració d'una molècula produïda naturalment pel cos humà, els científics van restaurar aquestes xarxes de comunicació intracel·lular en ratolins vells i mostres de teixit posteriors van mostrar característiques biològiques clau que van ser comparables a les de ratolins molt més joves en almenys tres indicadors bàsics de bona salut: resistència a la insulina (una condició que eleva el risc de diabetis), inflamació (relacionada amb el càncer i malalties cardiovasculars) i, potser la més important, el desgast muscular.
No obstant això, canvis climàtics, crisis alimentàries, conflictes bèl·lics i entre d'altres, podrien incidir en l'anhel de societats de gran longevitat. Els països industrialitzats, que han reduït el seu nivell de natalitat a xifres alarmants com Espanya, Itàlia i fins i tot els Estats Units, tindran cada vegada societats més ancianes durant el segle XXI, la qual cosa incidirà en la preocupació per perllongar la vida. Una millor atenció mèdica, dietes més riques i societats més pacífiques en països rics, tenen sens dubte conseqüències positives en l'augment del grau d'esperança de vida dels seus pobladors, contrari al que succeeix en països pobres on les atencions de salut són menors, existeixen major perill d'epidèmies, problemes en l'alimentació i conflictes bèl·lics.
Al mateix temps, problemes com l'obesitat, diabetis, hipertensió arterial, malalties cardiovasculars, càncer, suïcidi i altres problemes comuns a societats més industrialitzades, amenacen el grau de longevitat.
Des de 1840 el nivell de vida humà a nivell global ha pujat considerablement, sent major per a les dones que per als homes amb una diferència mitjana de tres anys a tot el món. Per a molts observadors, el topall del nivell de vida pot seguir pujant al llarg del segle. L'esperança de vida femenina ha augmentat, segons els experts, a causa de l'avanç de la medicina en el que té a veure amb el part, causa de mortalitat femenina principal abans del segle XIX i que avui segueix present en països d'extrema pobresa.

## Longevitat animal, vegetal i orgànica
La longevitat dels éssers vius -a part de la de l'ésser humà- és també motiu d'interès i estudi. En agricultura és necessari conèixer la longevitat animal i vegetal per a efectes de producció i millorament de les espècies.

### Animals
La següent és la llista de l'esperança de vida d'alguns animals comuns:
| Animal                               | Esperança de vida                        |
| ------------------------------------ | ---------------------------------------- |
| Cloïssa                              | L'espècimen més longeu va viure 507 anys |
| Balena boreal (Balaena mysticetus)   | fins a 200 anys                          |
| Eriçó vermell                        | Entre 150 i 200 anys                     |
| Àguila real (Aquila chrysaetos)      | 80                                       |
| Condor (Vultur gryphus)              | 75 anys, en captivitat                   |
| Cabra (Capra aegagrus hircus)        | 15                                       |
| Porc                                 | 25                                       |
| Conejillo d'Índies (Cavia porcellus) | 10                                       |
| Gat (Felis silvestris catus)         | 15 a 32 anys                             |
| Elefant (Elephantidae)               | 82 anys                                  |
| Girafa (Giraffa camelopardalis)      | 25                                       |
| Ànec                                 | 10                                       |
| Gos (Canis lupus familiaris)         | Entre 8 i 20 anys                        |
| Granota                              | 3                                        |
| Mico                                 | 25                                       |
| Tortuga                              | fins a 180 anys                          |
| Serp                                 | 10                                       |
| Vaca                                 | 22                                       |
| Cavall                               | 40 anys                                  |

### Insectes
Alguns dels animals menys longevitat són molts insectes. El tèrmit regna és l'insecte que més viu, fins a 50 anys. Això és normal en les reines dels animals eusocials, per exemple la formiga regna (20 anys) i l'abella regna (4 anys).
Les observacions sobre la longevitat dels insectes han estat utilitzades pels científics per analitzar els possibles mètodes d'augment de la longevitat humana. La mosca és un dels insectes més observats en aquest sentit, la longevitat del qual pot ser alterada. La larva pot trigar a desenvolupar-se fins a 24 dies, però la mosca viu fins a tres setmanes.

### Plantes

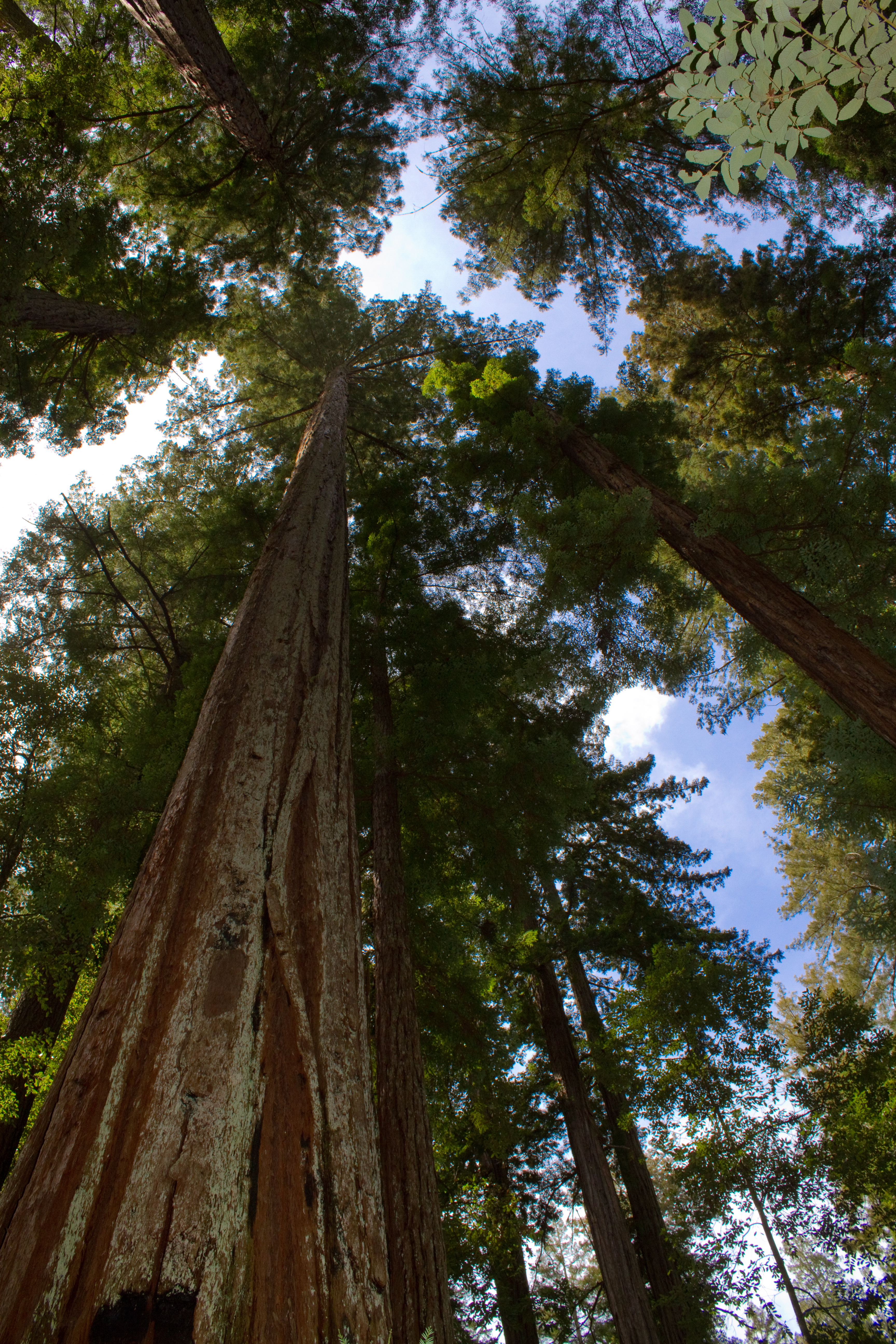
Sequoia

Si els insectes viuen poc temps en comparació de la vida humana, les plantes poden tenir una longevitat extraordinària, encara que es digui que hi ha flors d'un dia. Les herbes viuen un any, però una sequoia pot viure 3.500 anys. Els arbres que viuen menys són l'acàcia, la nespra, el aligustre, el membrillero, que viuen entre 25 i 30 anys. Els arbres mil·lenaris (fins a més de tres mil anys) són el roure, om, castanyer, entre d'altres.
A Suècia, a la muntanya Fulu (a la província de Dalarma), es va trobar una planta amb més de 10.000 anys, segons investigadors de la Universitat de Umea en col·laboració amb un laboratori de Florida, Estats Units.

### Éssers orgànics més vells
Vius
Els següents són els éssers orgànics més vells del món datats per la ciència:
- La medusa Turritopsis nutricula és l'únic ser orgànic viu en el qual ha pogut demostrar-se una immortalitat biològica.
- Una porífer pertanyent a l'espècie Scolymastra joubini, classe Hexactinellida, va ser trobada en el fons marí de l'Antàrtida per uns biòlegs alemanys, i va registrar una edat de 10.000 anys. Encara que no és oficial, seria l'ésser viu més longeu del món.[18]
- Un pi de 4.800 anys de l'espècie Pinus aristata a la Muntanya Whitney de Califòrnia és en l'actualitat el segon organisme viu més vell del món.
- Un avet de 9.550 anys, trobat a la muntanya Fulu, a la província de Dalarna (Suècia).[17]

Ja morts
- Un altre pinus aristata va caure al Parc Nacional de la Gran Conca, Nevada en 1964. L'arbre que era conegut com Prometeu tenia 4.900 anys d'edat i era fins llavors l'ésser viu conegut més vell del planeta.[19]
- Una cloïssa, coneguda com Ming, de l'espècie Arctica islandica va ser vista en les costes d'Islàndia en 2007 i la seva edat va ser datada entre 400 i 410 anys, sent l'animal més vell mai documentat. Altres fonts redueixen la seva edat a 347 anys.[20][21]
- Lamellibrachia luymesi, un cuc tubular gegant, va ser estimat en 250 anys d'edat.
- Hanako (Carpa Koi), una carpa, ha estat el ser vertebrat més vell que ha pogut ser registrat per la ciència, amb una edat de 215 anys.
- Una balena boreal, matada en una cacera en 2001, va ser registrada amb una edat de 211 anys i possiblement 245.[22]
- A finals d'abril de 2013, als 270 anys va morir la tortuga egípcia que ja estava en la seva etapa adulta major quan Napoleó Bonaparte va envair Egipte al segle xviii. El seu zoològic, a la ciutat de Guiza, es va abstenir de donar raons.[23]